# نيكول القروي
نيكول القروي (بالفرنسية: Nicole El Karoui) هي عالمة رياضيات فرنسية ورائدة في تطوير الرياضيات المالية، ولدت في باريس في 29 مايو 1944. وتعتبر من رُوّاد المدرسة الفرنسية في الرياضيات المالية، وتدرب علي يديها العديد من المهندسين والعلماء في هذا المجال. كما أنها أستاذة رياضيات تطبيقية متقاعدة بجامعة السوربون، وشغلت أيضاً منصب أستاذ في المدرسة متعددة التقانات وجامعة لو مان. أسهم بحثها في تطبيق مبدأ الاحتمالات والمعادلات التفاضلية التصادفية في نمذجة الأسواق المالية وإدارة المخاطر بها.

## تدريس
تحظى بروفيسورة القروي بشهرة واسعة حتى أن وول ستريت جورنال ترى أنه ربما يكون هناك الكثير من تلاميذها يشغلون مناصب هامة تتعامل مع العقود الاشتقاقية. وفي حديث مع وول ستريت جورنال وصف راما كونت عالم الرياضيات المعروف، أن الدرجة العلمية التي تحمل اسم الأستاذة القروي عليها هي «الكلمة السحرية التي فتحت الأبواب للشباب.»
كانت القروي مدير مشارك لكل من مارك يور وجيل باجيس في برنامج الماجستيرفي الموارد المالية والاحتمالات، والذي كان يُدار شراكة بين المدرسة متعددة التقانات وجامعة بيير وماري كوري التي أنشأتها القروي بالاشتراك مع هيلييت جيمان. ويعنبر هذا البرنامج الذي يطلق عليه «دراسات القروي المتعمقة» واحد من أكثر البرامج المرموقة في التمويل الكمي في العالم، كما يعتبر الأول في فرنسا.

## إسهامات علمية
ركزت القروي في بحثها على نظرية الاحتمالات ونظرية التحكم التصادفية والرياضيات المالية. ركز البحث بالتحديد على النظرية الرياضية في نظرية التحكم، والمعادلات التفاضلية التصادفية الراجعة وتطبيقهم في الرياضيات المالية.
كما تشتهر خاصة بعملها في ثباتية إستراتيجية بلاك-شولزللتحوط، وتغير نموذج تسعير عقود الاختيار المالية.
من ضمن إسهامات القروي في الرياضيات المالية هي المعادلة التي وضعتها للتعبير عن العلاقة بين سعر العقود الآجلة والسعر المستقبلي للأصول. ونص المعادلة هو:
{\displaystyle {\displaystyle H(t)-G(t)=\int _{t}^{T}Cov^{Q(s)}[r(s),H(s)|{\mathcal {F}}_{t}]\ ds,}} حيث أن H هو سعر العقود الآجلة.

## جوائز
حصلت البروفيسورة القروي على وسام جوقة الشرف.